# Thiện Hưng
Thiện Hưng là một xã thuộc tỉnh Đồng Nai, Việt Nam.
Xã Thiện Hưng có diện tích 49,35 km², dân số năm 2005 là 10.669 người, mật độ dân số đạt 216 người/km².